# Erica Mann
Erica Mann (1917 – 2007) là một kiến trúc sư và người lập kế hoạch phát triển đô thị và sau này là một người đứng đầu tổ chức phi chính phủ sống và làm việc ở Kenya trong gần như toàn bộ cuộc sống trưởng thành của mình sau khi bỏ trốn khỏi Rumani trong Thế chiến thứ hai.
Bà đã đóng góp đáng kể cho kế hoạch tổng thể năm 1948 cho Nairobi và cũng đóng một vai trò hàng đầu trong việc lập kế hoạch Mombasa và các phần khác của Kenya. Bà đã trở thành quan tâm đến các dự án phát triển tìm cách cải thiện mức sống và là giám đốc phụ nữ trong dự án Kibwezi, được công nhận tại hội nghị Habitat II của Liên hiệp quốc năm 1996. Dự án "Người phụ nữ ở Kibwezi" là một trong số nhiều tổ chức phi chính phủ Kenya, nhiều người trong số họ tham gia vào việc bồi dưỡng các hợp tác xã của phụ nữ. Năm 2003, bà được vinh danh với danh hiệu Kiến trúc sư danh dự của Kenya.

## Đời tư
Bà sinh Erika Schoenbaum ở Vienna năm 1917 và lớn lên ở Rumani, nơi bà đi học ở Bucharest trước khi học kiến trúc tại École des Beaux Arts ở Paris. Bà kết hôn với chồng của mình Igor Mann một vài tuần sau khi gặp ông và có tình cảm nhanh chóng. Ông là một bác sĩ thú y người Ba Lan, người đã phải rời bỏ quê hương của mình khi quốc gia này bị Đức quốc xã xâm lược. Cuối năm 1940, hai vợ chồng Mann, cả hai đều là người Do Thái, trốn thoát qua sông Danube đến nơi an toàn, đi về phía đông và phía nam qua Palestine và Ai Cập trước khi ở lại vài tháng tại trại tị nạn do người Anh điều hành ở Bắc Rhodesia. Năm 1942 họ chuyển đến Kenya, lúc đó đang do Anh cai trị, và sống ở đó. Họ trở thành công dân Anh vào năm 1948, mặc dù Mann không phải lúc nào cũng cảm thấy được cộng đồng người Anh ở Kenya hoan nghênh. Bà và chồng bà được biết đến với việc tổ chức các buổi chiều "mở cửa", nơi họ chào đón khách của tất cả các dân tộc: đồng nghiệp, nghệ sĩ, chính trị gia và những người khác trong giới "trí thức". Họ có ba đứa con.